# Болгарска армія (стадіон)
«Болгарска армія» (болг. „Българска армия“) — мультиспортивний стадіон в Софії, Болгарія, що вміщує 22 995 (18 495) глядачів. Домашня арена клубу ЦСКА (Софія).

## Історія
Стадіон побудований за проєктом архітектора Антона Каравелова в 1965—1967 роках на місці старої спортивної споруди, яка належала клубу АС 23 (Софія). У 1982 році була проведена реконструкція, встановлено електричне освітлення поля.
Крім футбольних матчів, тут проводяться змагання з баскетболу, тенісу та легкої атлетики. На стадіоні є «Музей слави ЦСКА», де зберігаються виграні спортивні трофеї.